# Marko Kolar
Marko Kolar (Zabok, 31 mei 1995) is een Kroatisch voetballer die als aanvaller voor Wisła Płock speelt.

## Carrière
Marko Kolar speelde in de jeugd van Mladost Zabok, NK Tondach Bedekovčina en Dinamo Zagreb. Bij Dinamo Zagreb zat hij in 2013 enkele wedstrijden op de bank bij het eerste elftal, maar kwam nooit voor deze club in actie. Hij werd in het seizoen 2013/14 verhuurd aan NK Sesvete, waarmee hij op het tweede niveau van Kroatië uitkwam. Het seizoen erna werd hij verhuurd aan een club uit het hoogste niveau, NK Lokomotiva Zagreb. Deze club nam hem in 2015 definitief over, waar hij tot 2017 bleef. Tussendoor werd hij een seizoen verhuurd aan NK Inter Zaprešić. In 2017 vertrok hij naar Wisła Kraków, waar hij in zijn tweede seizoen clubtopscorer met twaalf doelpunten werd. In 2019 vertrok hij naar FC Emmen. Hier speelde hij zowel als spits als als buitenspeler. In twee seizoenen in de Eredivisie scoorde hij vijfmaal. Na de degradatie van Emmen in 2021 werd zijn contract niet verlengd en vertrok hij transfervrij naar Wisła Płock.

### Statistieken
| Seizoen                       | Club                   | Land           | Competitie     | Competitie | Competitie | Beker | Beker | Internationaal | Internationaal | Totaal | Totaal |
| Seizoen                       | Club                   | Land           | Competitie     | Wed.       | Dlp.       | Wed.  | Dlp.  | Wed.           | Dlp.           | Wed.   | Dlp.   |
| ----------------------------- | ---------------------- | -------------- | -------------- | ---------- | ---------- | ----- | ----- | -------------- | -------------- | ------ | ------ |
| 2012/13                       | Dinamo Zagreb          | Kroatië        | 1. HNL         | 0          | 0          | 0     | 0     | 0              | 0              | 0      | 0      |
| 2013/14                       | Dinamo Zagreb          | Kroatië        | 1. HNL         | 0          | 0          | 0     | 0     | 0              | 0              | 0      | 0      |
| 2013/14                       | → NK Sesvete           | Kroatië        | 2. HNL         | 20         | 8          | 0     | 0     | –              | –              | 20     | 8      |
| 2014/15                       | → NK Lokomotiva Zagreb | Kroatië        | 1. HNL         | 30         | 7          | 2     | 0     | –              | –              | 32     | 7      |
| 2015/16                       | NK Lokomotiva Zagreb   | Kroatië        | 1. HNL         | 21         | 3          | 1     | 2     | 4              | 2              | 26     | 7      |
| 2016/17                       | → NK Inter Zaprešić    | Kroatië        | 1. HNL         | 29         | 5          | 2     | 1     | –              | –              | 31     | 6      |
| 2017/18                       | NK Lokomotiva Zagreb   | Kroatië        | 1. HNL         | 6          | 0          | 0     | 0     | –              | –              | 6      | 0      |
| 2017/18                       | Wisła Kraków           | Polen          | Ekstraklasa    | 5          | 0          | 0     | 0     | –              | –              | 5      | 0      |
| 2018/19                       | Wisła Kraków           | Polen          | Ekstraklasa    | 26         | 12         | 1     | 0     | –              | –              | 27     | 12     |
| 2019/20                       | FC Emmen               | Nederland      | Eredivisie     | 21         | 4          | 1     | 0     | –              | –              | 25     | 4      |
| 2021/22                       | FC Emmen               | Nederland      | Eredivisie     | 14         | 1          | 1     | 0     | 0              | 0              | 15     | 1      |
| 2021/22                       | Wisła Płock            | Polen          | Ekstraklasa    | 14         | 2          | 1     | 1     | –              | –              | 15     | 3      |
| Carrièretotaal                | Carrièretotaal         | Carrièretotaal | Carrièretotaal | 186        | 42         | 9     | 4     | 4              | 2              | 202    | 48     |
| Bijgewerkt op 3 februari 2022 |                        |                |                |            |            |       |       |                |                |        |        |